# Forges de la Providence

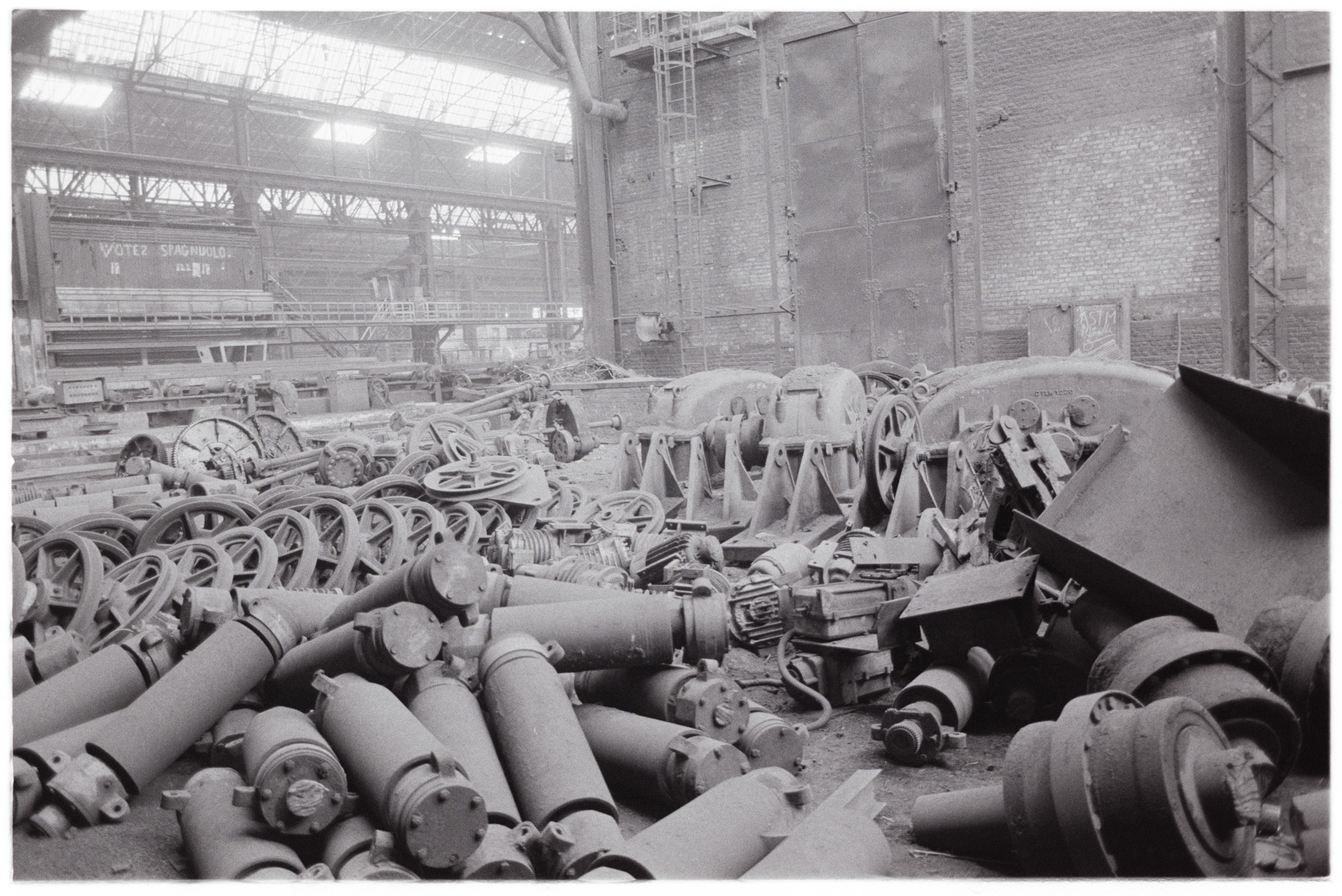
La Providence

Forges de la Providence was de naam van een staalproducerend bedrijf met vestigingen in de omgeving van Charleroi.

## Geschiedenis

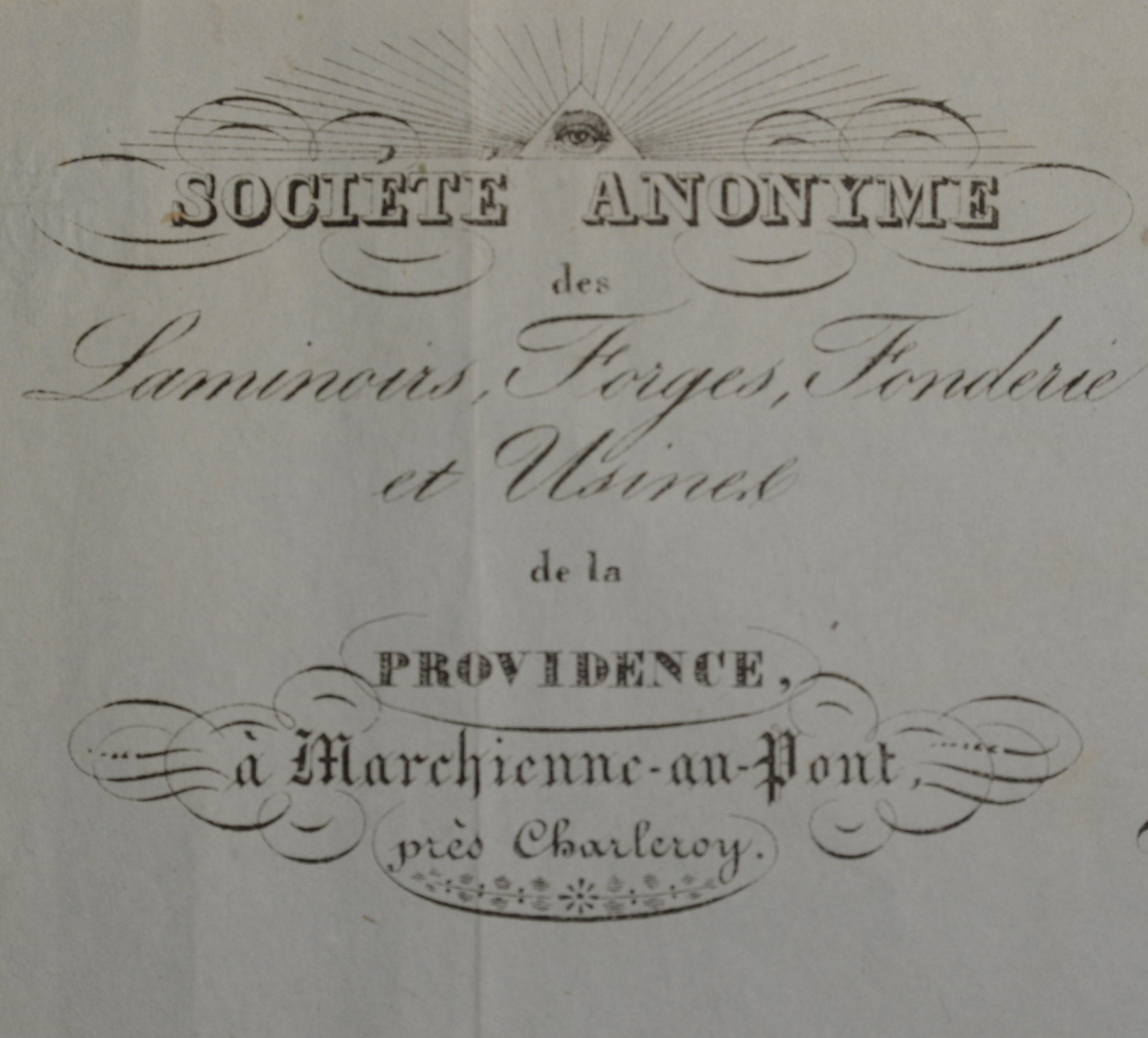
Briefhoofd uit 1838.

Reeds in 1811 werd melding gemaakt van een tweetal hoogovens in de omgeving van Charleroi, en wel te Hourpes en te Gougnies.
De maatschappij werd in 1836 opgericht als Société Anonyme des laminoirs, forges, gonderies et usines de la Providence (N.V. Walserijen, Smederijen, Gieterijen en Fabrieken van de Voorzienigheid). Oprichters waren de Britse ovenbouwer Thomas Bonehill, en verder Clément-Joseph Delbruyère en Edmond en Jules Puissant. Reeds bestond La Société le grand Laminoir de la Providence van Puissant en Bonehill. De bedoeling van de nieuwe maatschappij was om een met cokes gestookte hoogoven te bouwen. Tot de inventaris behoorden twee stoommachines, vier walsen, smidshamers, puddelovens, gieterijgereedschap, een fabriek voor de bereiding van vuurvaste steen, en dergelijke.
De eerste staalfabriek kwam gereed te Marchienne-au-Pont, en in 1843 kwam in de Franse plaats Hautmont een tweede staalfabriek gereed, welke ingericht werd voor de fabricage van spoorstaven. Een volgende fabriek, die in 1866 in productie kwam, stond in het Franse Réhon.
In 1898 werd een staalfabriek in Rusland geopend, en wel nabij Marioepol. Deze was sterk verliesgevend en in 1902 kwam er een einde aan deze SA Providence Russe.
In 1966 werd door de Generale Maatschappij van België, welke een meerderheidsbelang had in zowel Cockerill-Ougrée als in de Forges de la Providence, besloten om beide samen te voegen tot Cockerill-Ougrée-Providence, in 1970 uitgebreid tot Cockerill-Ougrée Providence et Espérance-Longdoz. In 1979 werd La Providence verworven door Thy-Marcinelle et Monceau (TMM) en ontstond Thy-Marcinelle-Providence, terwijl de fabriek in Réhon eigendom werd van Usinor. Een verdere herstructurering vond plaats in 1981, toen Thy-Marcinelle-Providence in handen kwam van Cockerill-Sambre, waarvan de fabrieken in Wallonië op hun beurt in 1999 door Usinor werd overgenomen. In 2001 werden deze fabrieken op hun beurt onderdeel van Duferco en gingen verder onder de naam Carsid. Doch in 2008 stopte Carsid met de productie van primair staal. In 2012 sloot de fabriek.

### Marchienne-au-Pont

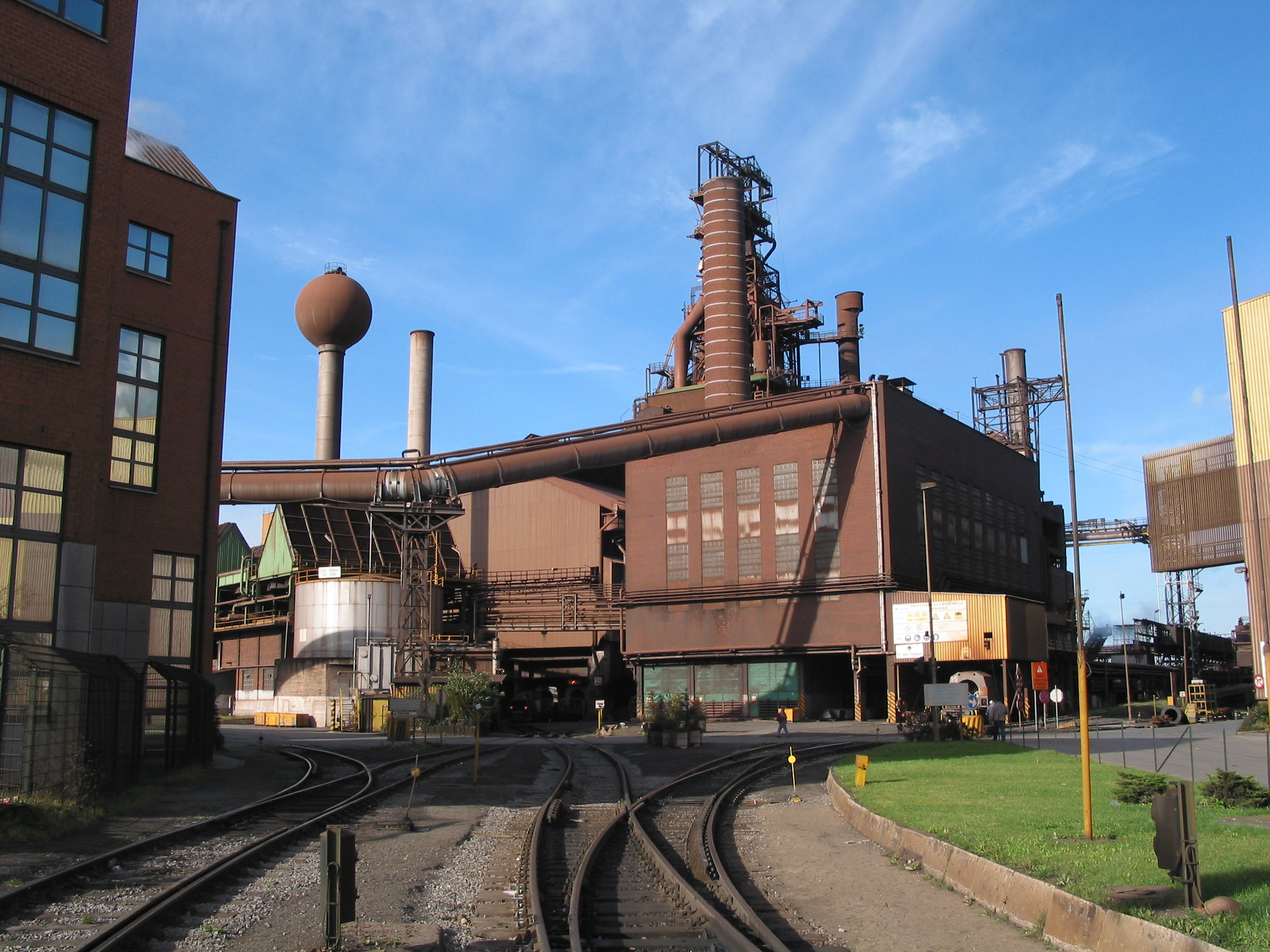
De fabriek van Carsid in 2005

De fabriek te Marchienne-au-Pont heeft van 1836 af gefunctioneerd, maar vanaf 2001 begon de neergang. In de cokesfabriek werd niet langer geïnvesteerd en ook de sluiting van Hoogoven 4 werd overwogen. Nadat ze onderdeel van Duferco was geworden, ging ze in 2006 een samenwerkingsverband aan met het Russische Novolipetsk Steel onder de naam Carsid-Sif. In 2008 sloot de cokesfabriek, en Carsid werd gebruikt om metalen plakken aan te leveren voor de staalfabrieken van Duferco in La Louvière en Klabbeek. Doch in november 2008 werd de hoogovenproduktie tijdelijk gestopt wegens slechte vooruitzichten, in 2011 eindigde de samenwerking met Novolipetsk, dat de fabrieken in La Louvière en Klabbeek nu voorzag. Duferco zocht een koper voor de fabriek te Marchienne, maar in 2012 werd bekend dat de hoogovens voorgoed werden gesloten. Ongeveer 1000 mensen verloren hiermee hun baan.
Voor de cokesfabriek, zie afzonderlijk artikel.

### Hautmont
De fabriek, die in 1843 geopend werd, startte met een gieterij en een walserij, en groeide voorspoedig. In 1853, 1855 en 1890 werden hoogovens toegevoegd, in 1905 volgde een galvaniseerinrichting. Tijdens de Eerste Wereldoorlog werden de fabrieken volledig vernieuwd, waarna herbouw volgde, mede met behulp van Duitse herstelbetalingen. Er werden Siemens-Martinovens geïnstalleerd en in 1921 werd een nieuwe walserij toegevoegd. In 1985 sloot de fabriek.

### Réhon
De fabriek startte de productie in 1866 en had in 1867 reeds twee hoogovens in werking. In 1871 kwam een derde hoogoven gereed. In 1911 werd een Gilchrist-Thomas-converter in gebruik genomen en in 1922, 1930 en 1949 werden opnieuw hoogovens toegevoegd. Nadat de fabriek in 1979 door Usinor werd overgenomen, en in 1984 door Unimétal, werd ze in 1987 gesloten.